# Popeye - Braccio di Ferro
Popeye - Braccio di Ferro (Popeye) è un film live action statunitense co-prodotto dalla Walt Disney Pictures e dalla Paramount, diretto da Robert Altman, con Robin Williams al suo primo ruolo come protagonista. La storia è ispirata alle avventure del personaggio omonimo creato da E. C. Segar.

## Trama
Popeye, un marinaio soprannominato Braccio di Ferro per la sua incredibile forza, è cresciuto senza un padre, che per tempo ha creduto morto, finché, andando alla deriva, ha una visione della madre che lo rassicura che suo padre è vicino e, ritrovata la forza, giunge in barca a remi nella cittadina portuale di Sweethaven. Mentre si aggira per le strade in cerca di un albergo, tormentato da un pignolo esattore delle tasse, trova una pensione gestita dalla famiglia Oyl, la cui figlia maggiore, Olivia Oyl, una ragazza molto alta e snella ma un po' distratta, è promessa sposa al possente Capitan Brutus, vicario del Commodoro (il capo di Sweethaven che non si fa mai vedere) e di fatto massima autorità cittadina. Gli abitanti del paese non vedono di buon occhio il giovane ma forzuto straniero e lo scherniscono in continuazione; solo il ciccione Poldo, amico degli Oyl che non manca occasione di scroccare un hamburger alla gente, e un gruppo di smidollati vittime dei soprusi di Brutus fanno amicizia con lui.
Una sera, Brutus viene invitato a casa Oyl per un appuntamento con la sua futura sposa la quale non si presenta e scappa, non trovando Brutus interessante. Scendendo verso la via, Olivia incrocia Braccio di Ferro, che l'aiuta a portare le valigie e scopre, passando vicino all'esattore, che gli Oyl sono esentati dalle tasse perché quasi imparentati con Brutus. Poco dopo, una donna, di soppiatto, scambia la valigia di Olivia con un'altra e, all'interno, i due trovano un bambino e una lettera che spiega che la donna è impossibilitata, per via dei debiti, di potersene prendere cura e chiede a Popeye di allevarlo finché la sua situazione non sarà migliorata. Popeye accetta l'incarico, dietro spinta di Olivia che gli darà una mano, e decide di chiamarlo "Pisellino". Al loro ritorno Brutus, fraintendendo ciò che vede, picchia Braccio di Ferro e lo scaraventa in mare, litiga con Olivia e annulla le nozze.
Senza più la protezione di Brutus dall'esattore, il fisco inizia pian piano a pignorare tutto agli Oyl. Castor, il fratello minore di Olivia, alla vista dell'arrivo di Cuoredibue Sanguedibue, un celebre pugile che donerà una cospicua somma di denaro a chiunque gli resista almeno per un solo round, decide di combatterlo e vincere il premio per poter salvare la casa. La sera, durante lo scontro, Castor perde e Braccio, per nulla spaventato dalla mole di Cuoredibue, lo sfida, vincendo e salvando casa Oyl. Il giorno dopo, Olivia (che si è intanto fidanzata con Popeye) rivela a Braccio di Ferro che Pisellino è in grado di sapere il futuro, in quanto, durante lo scontro, non ha fatto altro che indicare suo padre come il vincitore, ancora prima che lo scontro fosse finito. Poldo, incuriosito dalla cosa, con una scusa lo prende e corre all'ippodromo a scommettere e vincere più soldi per gli amici. Quando gli Oyl lo scoprono, anche loro si fanno tentare dai soldi facili e Popeye prende Pisellino e lo porta via.
Brutus, che aveva assistito a tutto, promette a Poldo una scorta a vita di hamburger se gli porterà il marmocchio. Sistematosi in un capannone del molo, Braccio di Ferro viene nuovamente tormentato dall'esattore, ma il marinaio lo spinge in acqua, venendo acclamato da tutta Sweethaven per avergli tenuto testa e, durante la confusione, Poldo ne approfitta per prendere Pisellino. Il piano di Brutus, come rivelerà al Commodoro, è quello di usare il potere del piccolo per poter trovare tesori come quello che lo stesso Commodoro ha perso, ma questi rivela che in realtà non gli ha mai detto dove si trova perché non si fidava, giustamente, di lui. Olivia, dopo aver scoperto Poldo, lo costringe a rimediare al suo errore e, dirigendosi dalla nave del Commodoro, scoprono non solo che Brutus lo ha legato, ma che questi è il padre perduto di Braccio di Ferro, Braccio di Legno. I due corrono ad avvisare Popeye che corre a liberare e riunirsi il padre, il quale non è convinto, nonostante le apparenze, che lui possa essere suo figlio e gli chiede di dimostrarglielo mangiando una scatola di spinaci, ma Popeye, che non ha mai sopportato gli spinaci, finge di mangiarli e poi gli chiede dove sia ora Pisellino.
Brutus, intanto, ha preso possesso di una nave e, dopo aver preso anche Olivia, si dirige all'isola dove è nascosto il tesoro di Braccio di Legno tramite le indicazioni di Pisellino. Tutta la famiglia Oyl, Braccio di Legno e Popeye lo inseguono tramite una sgangherata barca e raggiungono l'isola, dove Popeye combatte contro Brutus mentre Braccio di Legno e gli Oyl tentano di salvare Olivia, il tesoro e Pisellino dalle grinfie di un polpo gigante. Braccio di Legno apre il suo tesoro, che si scopre essere solo i pochi ricordi di Popeye e qualche scatola di spinaci di riserva, che passa a Braccio perché possa tenere testa al polpo e a Brutus. Brutus, saputo che Popeye non sopporta gli spinaci, lo costringe a mangiarli e Braccio di Ferro diventa ancora più forte e stende con un solo cazzotto Brutus e scaraventa il polpo in cielo. Letteralmente giallo dalla paura, Brutus se la dà a gambe e gli Oyl e la famiglia di Popeye si mettono a festeggiare.

## Produzione

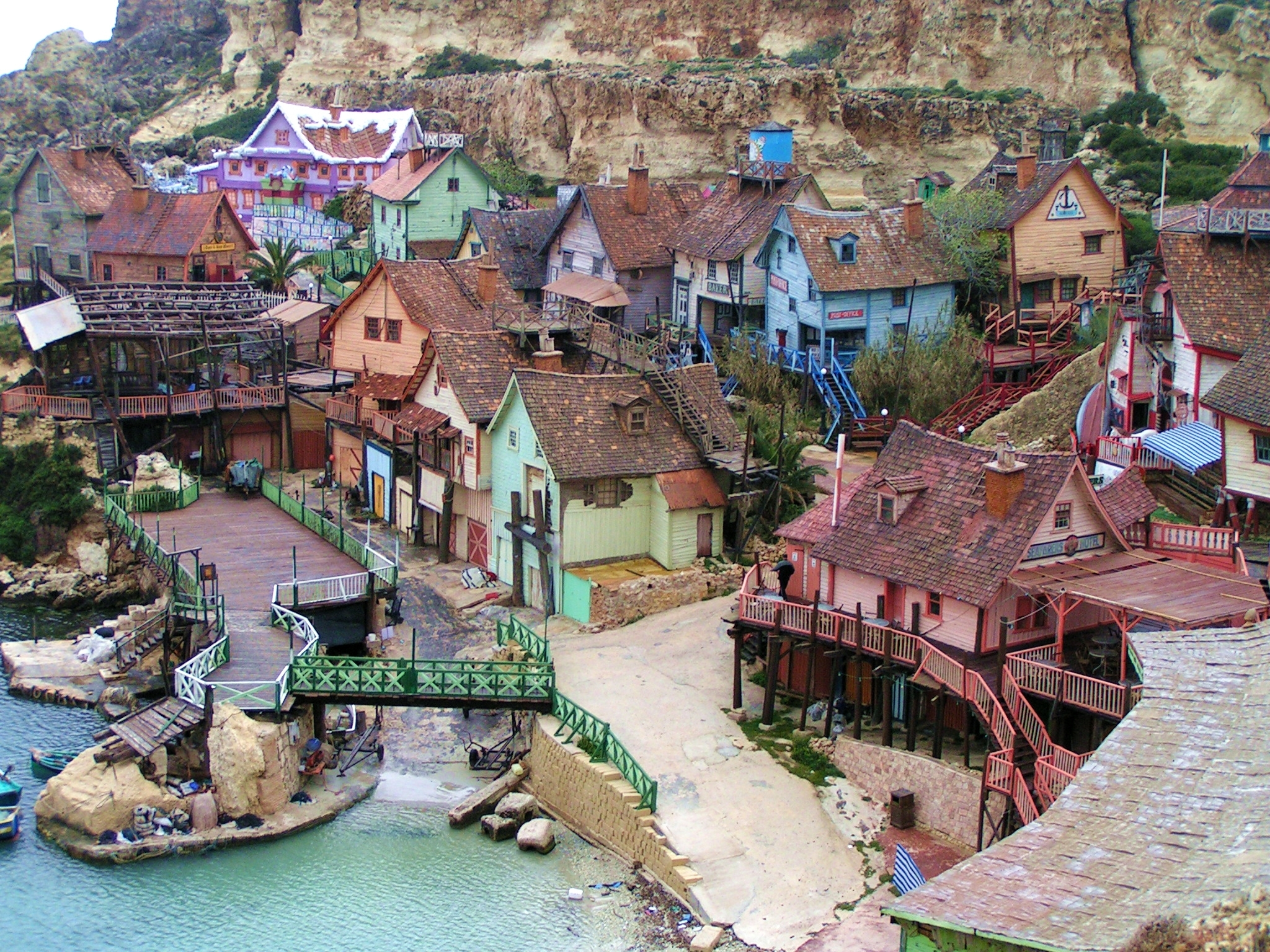
Il set del villaggio di Braccio di Ferro situato a Malta

Il film è stato girato nei pressi di Mellieħa, a Malta, dove il villaggio costruito per l'occasione non è stato abbattuto al termine della lavorazione, ma è diventato una meta turistica chiamata Popeye Village.

### Riprese
Le riprese del film si sono svolte dal 23 gennaio al 2 giugno 1980.

### Cast
Il ruolo di Brutus è impersonato dal possente Paul L. Smith, già villain in una serie di note pellicole hollywoodiane come Fuga di mezzanotte, del regista Alan Parker, Dune, diretto da David Lynch, ed I due criminali più pazzi del mondo, diretto da Sam Raimi e scritto dai fratelli Joel ed Ethan Coen. Il ruolo di Olivia Oyl è interpretato invece da Shelley Duvall, quello stesso anno già tra i protagonisti di Shining, diretto da Stanley Kubrick, con il quale ebbe non poche tensioni. Il protagonista Braccio di Ferro è Robin Williams, al suo esordio cinematografico da protagonista, dopo aver ottenuto successo in televisione con la serie Mork & Mindy.

## Distribuzione
il film è uscito nelle sale statunitensi il 6 dicembre 1980.

## Accoglienza

### Incassi
Nel week-end d'esordio la pellicola incassò 6 milioni di dollari negli Stati Uniti, raggiungendo i 32 milioni dopo un mese. Il film totalizzò 49823037 $ in Nord America - più del doppio rispetto ai 20 milioni di budget - e un incasso globale di 60 milioni. Nonostante il discreto successo, gli incassi non furono neanche lontanamente all'altezza del blockbuster che la Paramount e la Disney si aspettavano, e il film fu quindi etichettato come flop.

### Critica
Il film ha ricevuto critiche miste. Sul sito Rotten Tomatoes registra il 59% delle recensioni professionali positive, scrivendo che "la versione di Altman dell'iconico fumetto è disordinata e selvaggiamente irregolare, ma il suo robusto umorismo e il suo esagitato fascino sono irresistibili". Su IMDb ha una valutazione di 5,2/10. Su Metacritic ha invece un punteggio di 64 su 100 basato su 14 recensioni.
Alcune recensioni furono molto positive. Roger Ebert affermò che Shelley Duvall era nata per interpretare Olivia Oyl, e che Altman aveva dimostrato che era "possibile prendere le linee generali di un fumetto e trasformarle in intrattenimento sofisticato". Altri critici diedero invece un giudizio negativo, come Leonard Maltin, che scrisse: "L'amato marinaio di E.C. Segar si imbarca su una nave che affonda in questo film sorprendentemente noioso. Un coraggioso cast fa del suo meglio con una sceneggiatura poco divertente, una scenografia ingombra e alcune sedicenti canzoni."

## Riconoscimenti
- 1981 - Saturn Award
  - Candidatura Miglior film fantasy
- 1980 - Stinkers Bad Movie Awards
  - Peggior film a Robert Evans
  - Peggior canzone in un film (He Needs Me) a Shelley Duvall
  - Peggior remake
  - Candidatura Peggior attore a Robin Williams
  - Candidatura Peggior regia a Robert Altman
  - Candidatura Peggior sceneggiatura a Jules Feiffer